# Johannes Filzer
Johannes Baptist August Filzer (* 1. Jänner 1874 in Kitzbühel, Tirol; † 13. Juli 1962 in der Stadt Salzburg) war ein österreichischer Theologe, Universitätsprofessor und von 1927 bis zu seinem Tod Weihbischof der Erzdiözese Salzburg.

## Leben
Nach dem Besuch des Gymnasiums der Franziskaner in Hall in Tirol trat er 1892 in das Salzburger Priesterseminar ein und studierte Theologie und Philosophie in der Stadt Salzburg. Er wurde am 19. Juli 1896 zum Priester geweiht und wirkte von 1898 bis 1908 als Priester in St. Johann in Tirol und als Hofkaplan im Ordinariat, wo er für die Vorbereitung der Salzburger Diözesansynode 1906 verantwortlich war. 1908 promovierte er zum Dr. theol., wurde Supplent für Moraltheologie, Kirchengeschichte, Kirchenrecht und Pädagogik und wurde 1911 zum ordentlichen Universitätsprofessor für Pastoraltheologie an der Theologischen Fakultät zu Salzburg ernannt, der er in den Jahren 1913/14, sowie 1919/20 als Dekan vorstand.
1924 wurde er in das Salzburger Domkapitel und als Dompfarrer berufen. Am 18. Februar 1927 wurde Johannes Filzer von Papst Pius XI. zum Weihbischof in Salzburg mit dem Titularbistum Bararus ernannt. Die Bischofsweihe spendete ihm Erzbischof Ignatius Rieder am 20. März desselben Jahres. Bischof Filzers Wahlspruch lautete Calamum quassatum non confringet (Das geknickte Rohr wird er nicht zerbrechen).
1927 wurde er zum Generalvikar bestellt. Während der Sedisvakanzen in den Jahren 1934 und 1941–1943 leitete er als Kapitelvikar die Erzdiözese, 1939 wurde er Dompropst. 1934/35 war er als Vertreter der katholischen Kirche Mitglied des ständischen Landtags.
Johannes Filzer war für seinen Kampf gegen den Nationalsozialismus und den Einsatz für den von den Nazis verfolgten und inhaftierten Priestern bekannt.
Er war Mitglied der KÖStV Sternkorona Hall.

## Ehrungen
- 1946 Ehrenbürgerschaft der Stadt Kitzbühel
- 1959 Ehrenbürgerschaft der Stadt Salzburg
- Nach ihm ist die Johannes-Filzer-Straße im Stadtteil Aigen benannt